# Cédric Tourbe
Cédric Tourbe (* 19. März 1972 in Laon im Département Aisne) ist ein französischer Dokumentarfilmer.

## Leben
Tourbe arbeitete zunächst als Lehrer, bevor er 1990 in Paris am Institut d’études politiques de Paris (Sciences Po) studierte. Er wurde danach Produktionsassistent, bevor er zur Regie wechselte und sich auf seine Lieblingsthemen konzentrierte: Zeitgeschichte und die Geheimnisse der Macht.

## Rezension
Die Frankfurter Allgemeine Zeitung schreibt über Stalins Henker – Das Massaker von Katyn:

„Die Produktion balanciert auf einem erinnerungspolitisch schmalen Grat. Während die eine Denkschule das Leid einer Opfergruppe, in diesem Fall der Polen, in den Vordergrund stellt, versucht die andere sich in einer Gesamtschau; was aber immer wieder den Vorwurf hervorruft, Unrecht zu universalisieren, und weit weg von den Opfern zu halten. Tourbe umgeht dieses Dilemma, indem er sehr bald in die Schicksale der polnischen Armeeangehörigen Józef Czapski und Salomon Slowes einführt, die den Schrecken überlebten. ... Die Stärke von Tourbes Dokumentation liegt besonders in der Nacherzählung der Diskurse in den Jahren und Jahrzehnten nach dem Massaker: Sie offenbaren einen sehr taktischen Umgang mit historischen Fakten zu einem Massenmord.“

Die Neue Westfälische rezensiert Der Hitler–Stalin-Pakt mit den Worten:

„Diese französische Dokumentation erzählt die Vorgeschichte des Hitler-Stalin-Pakts und versucht, der ungemein komplexen Materie mit vielen Archivbildern und sachkundigen Erläuterungen Herr zu werden. Das gelingt ihr einigermaßen gut. Für Zuschauer ganz ohne Vorkenntnisse zur Geschichte des Zweiten Weltkriegs dürfte der Beitrag von Cédric Tourbe aber weniger geeignet sein.“

## Filme (Auswahl)
- Foccart, l'homme qui dirigeait l'Afrique (2010)
- Revolte (TV-Serie, 2014)
- Lénine, une autre histoire de la révolution russe (2017)
  - deutsch: Good Bye, Wladimir Iljitsch Uljanow, genannt Lenin
- Le pacte Hitler–Staline (2019)
  - deutsch: Der Hitler–Stalin-Pakt
- Les bourreaux de Staline – Katyn, 1940 (2020)
  - deutsch: Stalins Henker – Das Massaker von Katyn
- Climat, une guerre américaine (2020)  54 Min. In der Reihe: La case du siècle (TV-Serie, 1 Episode)
- Capitalisme américain: Le culte de la richesse.[4]
  - deutsch: Kapitalismus made in USA - Reichtum als Kult (3 Teile, 1/3) – Das Paradies für Millionäre (1870-1920). 2.: Die Reichen zur Kasse bitten (1921-1946). 3. Wer will Milliarden verdienen? (1981 bis heute). Deutsche Fassung 2023. ARTE F. (Dauer: 58, 60, 59 Min.)
- Churchill, Roosevelt & Staline, la route vers Yalta (2024)